# Jakub Gierałtowski
Jakub Gierałtowski z Głębowic herbu Szaszor (zm. przed 21 grudnia 1570 roku) – burgrabia krakowski w latach 1565-1570.
Poseł na sejm piotrkowski 1567 roku z województwa krakowskiego.
Był wyznawcą kalwinizmu.